# Johnny Got His Gun
Johnny Got His Gun es una novela antimilitar publicada en 1939 por Dalton Trumbo. Ganó uno de los primeros National Book Awards / Premios Nacionales del Libro, al libro más original de 1939. 
Dalton Trumbo también escribió el guion y dirigió en 1971 la película homónima. En Hispanoamérica, tanto la novela como la película fueron conocidas como Johnny fue a la guerra o Johnny tomó su fusil.
En España, en cambio, se llamaron Johnny cogió su fusil y, más recientemente, Johnny empuñó su fusil.

## Argumento
Joe Bonham, un joven soldado que sirve al ejército estadounidense en la Primera Guerra Mundial, se despierta en la cama de un hospital después de haber sido alcanzado por la explosión de un obús. Gradualmente se da cuenta de que ha perdido los brazos, piernas y toda la cara (incluyendo ojos, oídos, dientes y lengua), se ha quedado totalmente inmovilizado y completamente sordo, mudo y ciego, reducido solo a tacto limitado, si bien su cerebro funciona perfectamente; esto lo deja prácticamente prisionero de su propio cuerpo, en un largo monólogo.
Johnny intenta suicidarse asfixiándose, pero se da cuenta de que le han hecho una traqueotomía y le resulta imposible. Al principio Johnny desea morir, pero después empieza a sostener consigo mismo un largo monólogo. Vaga entre la realidad actual (filmada en blanco y negro) y la fantasía y el recuerdo (filmados en color o con flou -difuminado-); charla de vez en cuando con Jesucristo, recuerda su anterior vida con su familia y su novia, aparecen reflejados los mitos y las crueles realidades de la guerra. Decide que quiere ser puesto en una caja de cristal para ser expuesto por todo el país para mostrar al público la cara verdadera de la guerra. Johnny consigue comunicar estos deseos a los militares golpeando la almohada del hospital con su cabeza en código morse, que es detectado por la enfermera. Los militares le responden también en morse y le preguntan qué quiere. El telegrafista se resiste a hacerlo: "¿cómo le voy a preguntar esto a un hombre así?". Pero el mayor se lo ordena y lo hace, tecleándole en la frente, y le contesta: 
Quiero sentir el aire fresco sobre mi piel. Quiero sentir que hay gente a mi alrededor. No... Resultaría demasiado caro cuidarme al aire libre. No lo harían. Pero puede que haya un medio de que lo pague yo. ¡Sí, sí que lo hay! ¡No tienen más que exhibirme y la gente pagará por verme! ¡Mucha gente! ¡Pónganme en una urna de cristal y sáquenme fuera para que la gente se divierta! ¡Llévenme a las playas y a las ferias! ¡A las fiestas del cuatro de julio y a los circos! ¿Han visto a la mujer de dos cabezas de Tombuctú? ¿Y al hombre con cara de perro que se arrastra como un reptil...? Pero ellos son distintos. Ellos nacieron así, así los hizo Dios. Pero esto que está en una urna ha sido hecho por los hombres. Por usted, por mí y por el vecino de al lado, y eso requiere mucha planificación y cuesta mucho dinero. Que me hagan publicidad como el único trozo de carne del mundo que habla con la nuca, y si eso no atrae al público, digan que soy el último hombre del mundo que se alistó en el ejército creyendo que el ejército hacía hombres. ¡Izad la bandera, muchachos, vuestra bandera, su bandera, cualquier bandera, que la bandera necesita soldados, y el ejército hace hombres...! Quiero salir para que la gente me vea. Que me lleven a una feria donde puedan contemplarme todos. Sáquenme fuera... Si no quieren dejar que la gente me vea, entonces, mátenme, mátenme, mátenme
El mayor exclama: "¡Qué esperábamos!". Y decide que le comuniquen que "harán por ahora todo lo posible"; Johnny solo repite "mátenme". El mayor ordena que sea incomunicado, que sean cerradas las ventanas y que se mantenga en secreto. Le dice al sacerdote castrense: "¿No tiene usted nada que decirle, padre?". Niega con la cabeza. "Al menos podría decirle que tuviera fe en Dios, ¿no?". El sacerdote contesta: "Pediré por él durante el resto de mis días. Pero no pondré a prueba su fe con esa estupidez". -"¿Y usted se llama sacerdote?". -"Esto es un producto de su profesión, no de la mía", y se marcha. El mayor ordena que le administren a Johnny un calmante y todos se marchan. Johnny se da cuenta de que se ha quedado solo para el resto de su vida. 
Pero no es así. En un final que está en el guion cinematográfico de Trumbo pero no en su novela, la enfermera lo acompaña, se encomienda a Dios, y, apiadada, motu proprio le aplica la eutanasia; Johnny lo agradece desde dentro de su cuerpo y le ruega a Dios que se lo premie a ella, pero es sorprendida en el proceso por un militar; Johnny sigue viviendo su tortura y se queda completamente solo, a oscuras, con las ventanas cerradas.

## Título y contexto
El título es un juego de palabras con la frase «Johnny get your gun» (Johnny agarra tu fusil), una llamada masiva que se utilizaba comúnmente para alentar a los jóvenes estadounidenses a alistarse al ejército en los últimos años del siglo XIX y los primeros años del XX. La expresión fue popularizada en la canción de George M. Cohan "Over There", que fue grabada en el primer año en que Estados Unidos se involucró en la Primera Guerra Mundial: hay versiones de Al Johnson, Enrico Caruso y Nora Bayes. Johnny Get Your Gun es también el nombre del film dirigido por Donald Crisp en 1919.
Muchos de los recuerdos de la infancia del protagonista están basados en la vida de Dalton Trumbo en el estado de Colorado y en Los Ángeles (California). La novela está inspirada en un artículo que Trumbo leyó acerca de la visita del Príncipe de Gales a un hospital para veteranos canadienses de la Primera Guerra Mundial para ver a un soldado que había perdido todos sus sentidos y sus extremidades. "A pesar de que la novela era pacifista en tiempos de guerra, fue un éxito a nivel de crítica y ganó un American Booksellers Award en 1940". (Fue publicada dos días después de la declaración de guerra en Europa, más de dos años antes de que Estados Unidos se uniera a la Segunda Guerra Mundial).

## Publicación
Fue entregada en una serie en el Daily Worker en marzo de 1940, el libro se convirtió en un "llamamiento del ala izquierda de la política" que se oponía a la intervención en la Segunda Guerra Mundial durante el periodo del pacto entre Hitler y Stalin. Poco después de 1941, con la invasión de Alemania de la Unión Soviética, Trumbo y sus editores decidieron suspender la reimpresión del libro hasta el final de la guerra. Después de recibir cartas de aislacionistas de la derecha pidiendo copias del libro, Trumbo contactó con el FBI y les entregó estas cartas. Posteriormente Trumbo se arrepintió de esta decisión, después de que dos agentes del FBI apareciesen en su casa y quedase claro que "su interés no estaba en las cartas sino en mí."

## Adaptaciones
El 9 de marzo de 1940, Arch Oboler produjo y dirigió una adaptación radiofónica, basada en el guion de Trumbo, y presentada en la serie de la radio de la NBC "Arch Oboler's Plays". En esta emisión, James Cagney actuaba como Joe Bonham.
En 1971, Trumbo dirigió una adaptación cinematográfica de la novela, interpretada por Timothy Bottoms como Joe Bonham. En 1982, Johnny Got His Gun fue adaptada al teatro por Bradley Rand Smith.
En 1988, la banda de thrash metal Metallica escribió la canción "One" basada en el libro y utilizaron clips de la película en el vídeo.
A principios de 2009, la película de 1971 debutó en DVD en Estados Unidos, fue producida por Shout! Factory. El DVD incluía la versión original, sin cortes, además de un documental de 2005 (Dalton Trumbo: Rebel In Hollywood), nuevas entrevistas a los miembros del reparto, el vídeo de "One" de Metallica, material de "detrás de las escenas" con comentarios de las estrellas Timothy Bottoms y Jules Brenner, la adaptación radiofónica de 1940, y el tráiler original.